# Козлув (гмина)
Козлув (пол. Kozłów) — сельская гмина (волость) в Польше, входит как административная единица в Мехувский повет, Малопольское воеводство. Административным центром гмины является село Козлув.
Население — 4971 человек (на 2004 год).

## Демография
| Перепись                       | Всего   | Всего | Женщины | Женщины | Мужчины | Мужчины |
| ------------------------------ | ------- | ----- | ------- | ------- | ------- | ------- |
| Единицы                        | человек | %     | человек | %       | человек | %       |
| Население                      | 4971    | 100   | 2478    | 49,8    | 2493    | 50,2    |
| Плотность населения (чел./км²) | 57,9    | 57,9  | 28,9    | 28,9    | 29      | 29      |

## Населённые пункты
Богданув, Брыздзын, Вежбица, Волица, Камёнка, Карчовице, Кемпе, Козлув, Марциновице, Пшибыславице, Пшисека, Рогув.

## Соседние гмины
1. Гмина Харшница
2. Гмина Ксёнж-Вельки
3. Гмина Сендзишув
4. Гмина Водзислав
5. Гмина Жарновец